# The Economist
The Economist (с англ. — «Экономист», читается «эко́номист») — англоязычный еженедельный журнал новостной направленности (само издание называет себя газетой). Принадлежит британской медиакомпании The Economist Group.
Публикуется в Великобритании с сентября 1843 года. В 2012 году тираж превысил 1 600 000 экземпляров, более половины которых были проданы в Северной Америке. Из-за своей глобальной ориентации The Economist не считается эксклюзивно английским изданием.
Основные темы, освещаемые журналом — политические события, международные отношения, финансовые, экономические и деловые новости, а также наука и культура. Редакция журнала придерживается позиций классического либерализма.
С 1928 года половина акций компании принадлежит газете Financial Times, в то время как другая половина находится в руках независимых инвесторов, многие из которых являются работниками компании и корреспондентами журнала.

## История
The Economist был основан британским предпринимателем и банкиром Джеймсом Уилсоном в 1843 году, для того чтобы повлиять на отмену хлебных законов. В планах о будущей газете от 5 августа 1843 года перечислялись 13 тем, которые редакторы хотели бы освещать в своем издании.
1. Программные статьи, в которых важные вопросы дня будут освещаться с точки зрения принципов свободной торговли
2. Статьи на темы, связанные с практическими, торговыми, сельскохозяйственными, или иностранными темами, например об иностранных договорах.
3. Статьи об элементарных принципах политической экономии, применительно к практическому опыту (законы, цены, вопросы о заработной плате, аренде, обмене, доходах и налогах).
4. Парламентские отчеты, с особым акцентом на торговле, сельском хозяйстве и свободной торговле.
5. Отчеты о популярных движениях, поддерживающих свободную торговлю.
6. Главные новости Сент-Джеймского двора, Большого Лондона, новости из провинций, Шотландии и Ирландии.
7. Темы, связанные с коммерцией, например, изменения в налоговых правилах, состояние и перспективы рынка, импорт и экспорт, зарубежные новости, положение в промышленных округах, уведомления о важных новых механических усовершенствованиях.
8. Сельскохозяйственная тематика, в том числе применение геологии и химии; уведомления о новых и улучшенных орудиях, состояние посевов, рынков, цен.
9. Новости из колоний и из-за границы, в том числе о торговле, производстве, политических и финансовых изменениях, и другие вопросы, в том числе статьи о вреде протекционизма, а также о преимуществе свободного общения и торговли.
10. Статьи о новых законах, главным образом из областей права, важных для торговли, производства и сельского хозяйства.
11. Книги, по большей части, о коммерции, производстве, и сельском хозяйстве, и в том числе все трактаты по политической экономии, финансах, или налогообложению.
12. Цены на основные товары и статистические данные.
13. Письма и запросы от читателей.

В 1845 году, во время железнодорожной лихорадки, журнал изменил своё название на The Economist, Weekly Commercial Times, Bankers' Gazette, and Railway Monitor. A Political, Literary and General Newspaper.
Логотип издания был разработан в 1959 году Рейнольдсом Стоуном.
В январе 2012 года The Economist запустил новый еженедельный раздел, посвящённый исключительно Китаю, первый новый раздел страны с момента введения раздела о США в 1942 году.

## Позиция редакции
Во времена основания журнала термин «экономизм» обозначал то, что сегодня бы назвали «экономическим либерализмом». The Economist в целом поддерживает свободную торговлю, глобализацию, и свободную иммиграцию. Обычно он воспринимается как неолиберальный журнал, хотя иногда принимает положения кейнсианства. По словам бывшего редактора Билла Эммотта «философия The Economist всегда была либеральной, а не консервативной». Карл Маркс считал The Economist «европейским органом» «финансовой аристократии».
Журнал также поддерживает либеральные решения социальных проблем, такие как легализацию однополых браков, легализацию легких наркотиков, критикует американскую налоговую систему в её современном виде, а также поддерживает некоторое государственное регулирование по вопросам здравоохранения: запрет на курение в общественных местах и запрет на порку детей. The Economist последовательно выступает в поддержку программы использования иностранных рабочих. The Economist довольно давно поддерживает идею контроля над огнестрельным оружием.
Издание поддерживало Лейбористскую партию (на выборах 2005 года) и Консервативную партию (на выборах 2010 года).
The Economist часто обвиняет различных деятелей и целые страны в коррупции или нечестности. В последние годы, например, The Economist критикует бывшего президента Всемирного банка Пола Вулфовица, Сильвио Берлускони, бывшего премьер-министра Италии (который назвал журнал словом Ecommunist); Лорана-Дезире Кабила, покойного президента Демократической Республики Конго, Роберта Мугабе, главу правительства Зимбабве, и, в последнее время, Кристину Фернандес де Киршнер, президента Аргентины. The Economist также призывал к импичменту президента Билла Клинтона, а позднее — к отставке Дональда Рамсфелда после появления информации о пытках в тюрьме Абу-Грейб. Хотя журнал сначала поддерживал американское вторжение в Ирак, позже он подверг операцию критике. На президентских выборах в США в 2004 году редакция поддержала Джона Керри. На выборах 2008 и 2012 редакция поддержала Барака Обаму.

## Стиль журнала
Хотя в издании есть большое количество персональных колонок, в The Economist сложилась практика, по которой журнал выдерживает общий редакционный стиль статей — а кроме того, поддерживает анонимность авторов, вследствие чего может возникнуть впечатление, что большинство статей написаны одним автором. Стиль издания характеризуется сдержанной иронией и точностью формулировок.
Чтение статей предполагает знакомство читателя с основными понятиями классической экономики. Например, журнал не объясняет такие термины, как невидимая рука, макроэкономика, или кривая спроса, и может объяснить теорию сравнительных преимуществ несколькими словами. Однако статьи об экономике не предполагают какого-либо специального образования со стороны читателя и стремятся быть доступными для образованных неспециалистов. Economist обычно не переводит короткие французские поговорки или фразы.
Зачастую в статьях Economist встречаются остроты; подписи к рисункам, нередки юмористические каламбуры. Эти шутки иногда получают неоднозначный прием со стороны публики. Например, на обложке номера от 20 сентября 2003 года, который был посвящён правительственной конференции ВТО в Канкуне, был изображён кактус, показывающий средний палец. Отзывы читателей были как положительными, так и отрицательными.

### Редакционная анонимность
Статьи журнала, как правило, не подписаны. Это давняя редакционная традиция: статья редактора, подписанная его именем, появляется только по случаю его ухода с должности. Авторы материалов называются лишь в некоторых случаях: когда материал подготовлен известной персоной, а также когда журналисты The Economist подготавливают специальные доклады (также известные как исследования) для специального выпуска с обзором лучших материалов года. Записи в блогах на сайте издания подписаны инициалами автора.
Редакторы утверждают, что это необходимо, потому что «коллективный голос значит больше, чем личности отдельных журналистов» и отражает «совместные усилия». В большинстве статей авторы называют себя «ваш корреспондент» или «этот обозреватель».
Американский писатель и журналист Майкл Льюис раскритиковал анонимность журнала, утверждая, что она необходима, чтобы скрыть молодость и неопытность авторов.

## Тираж
Номера The Economist выходят по пятницам. На сайте новые материалы появляются вечером четверга, в преддверии нового номера.
В 1877 году тираж газеты составлял 3700 экземпляров. В 1920 году он возрос до 6000. После 1945 года тираж начал быстро расти, достигнув 100 000 экземпляров к 1970 году. На 2012 год он составляет около 1,5 миллиона экземпляров.
Примерно половина всех продаж (54 %) приходится на Соединенные Штаты, при этом продажи в Великобритании составляют 14 % от общего объёма, а в континентальной Европе — 19 %. Журнал продаётся как по подписке, так и в газетных киосках в более чем 200 странах. Две трети американских читателей журнала зарабатывают более 100 тысяч долларов США в год.

## Особенности
Основное внимание The Economist уделяет мировым новостям, политике и бизнесу, также существуют регулярные разделы, посвящённые науке и технике, а также книгам и искусству. Примерно раз в две недели, издание печатает подробный отчёт, посвящённый конкретной теме: страны и регионы, бизнес, финансы и экономика, наука и техника, и прочее. Каждые три месяца публикуется Ежеквартальный отчет о технологиях — он называется Технологии или TQ — специальный раздел о последних тенденциях и изменениях в науке и технике.
Авторы статей используют строгий стиль, для того чтобы охватить максимальный объём информации в ограниченном пространстве.
Существует раздел экономической статистики. Таблицы, такие как статистика занятости публикуются каждую неделю. Раздел является уникальным среди британских еженедельников, его рейтинги международной статистики имеют большое значение. Кроме того, The Economist известен своим индексом Биг Мака, который был впервые опубликован в 1986 году. Он использует цену гамбургера в разных странах для измерения покупательной способности валют.
В журнале существует несколько разделов, названия которых отражают их тему:
- Лунь юй (Analects) (Китай) — назван в честь сборника высказываний Конфуция, был создан в феврале 2012 года.
- Баджот (Bagehot) (Великобритания) — назван по имени Уолтера Баджота — британского эксперта XIX века по конституционному праву, экономиста и одного из первых редакторов The Economist.
- Карл Великий (Charlemagne) (Европа) — назван в честь Карла Великого, императора империи франков.
- Лексингтон (США) — назван в честь города Лексингтон, штат Массачусетс, места начала американской войны за независимость.
- Платан (Buttonwood) (Финансы) — назван в честь платана, рядом с которым собирались первые трейдеры на Уолл-Стрит. До сентября 2006 года раздел был доступен только на сайте, но в настоящее время включен в печатное издание.
- Баньян (Азия) — назван в честь дерева баньян, и посвящён различным вопросам и проблемам Азии.
- Баобаб (Африка и Ближний Восток) — назван в честь баобаба, эта колонка была создана в июле 2010 года и включает в себя статьи, связанные с африканским континентом.
- Бэббидж (Технологии) — назван по имени изобретателя Чарльза Бэббиджа, эта колонка посвящена технологиям и науке.
- Просперо (Книги и искусство) — назван в честь персонажа из пьесы Уильяма Шекспира «Буря». Здесь публикуются книжные рецензии и статьи по вопросам искусства.
- Теория игр (Game theory) (Спорт) — назван в честь науки прогнозирования результатов в определённой ситуации.
- Шумпетер (Бизнес) — назван в честь экономиста Йозефа Шумпетера.

## Цензура
Из-за критики авторитарных режимов Economist нередко запрещают власти этих стран. The Economist регулярно конфликтует с правящей партией Сингапура Народное действие, которая выиграла суд в Сингапуре, обвиняя издание в клевете.
Economist, как и многие другие издания, подвергается цензуре в Индии из-за того, как он изображает карту Кашмира. По мнению индийских чиновников, изображения карты не являются «ни правильными, ни истинными». Номера иногда задерживаются, однако из продажи не изымаются и не запрещаются.
15 июня 2006 года Иран запретил продажу The Economist после публикации карты Персидского залива, где он был назван просто «Заливом» — такое название было следствием спора между Ираном и арабскими государствами из-за названия залива.
В другом случае правительство Роберта Мугабе в Зимбабве заключило в тюрьму корреспондента The Economist Эндрю Мелдрума, которого обвинило в публикации клеветы из-за статьи о женщине, якобы обезглавленной сторонниками Мугабе. Позже стало известно, что трактовка событий была сфабрикована мужем той женщины. Корреспондент был позже оправдан и депортирован.